# Los Alejos
Los Alejos es una localidad del municipio español de Molinicos (Albacete), dentro de la comarca de la Mancomunidad de municipios de la Sierra del Segura, y de la comunidad autónoma de Castilla-La Mancha. Se sitúa a una altura media de 725 m s. n. m., y a una distancia de 9 kilómetros del núcleo principal del municipio a través de la carretera provincial AB-31 ( CM-412  – Vegallera). 
La población se encuentra situada en el valle del río Mundo, principal afluente del río Segura, que baña sus aledaños, y que divide a la misma en dos partes; una a cada margen del río, comunicadas antiguamente por un puente colgante de madera que aún se conserva hoy día. En la zona norte, encontramos el barrio conocido como “La Solana”, y en la zona sur, la localidad propiamente de Los Alejos, más importante en tamaño y población que la anterior. 
Este último núcleo presenta una disposición marcadamente lineal, con una calle principal que discurre paralela al curso del río, y a cuyos lados se sitúan las edificaciones, formando manzanas alargadas sobre un terreno prácticamente llano, constituido por una de las terrazas del río.

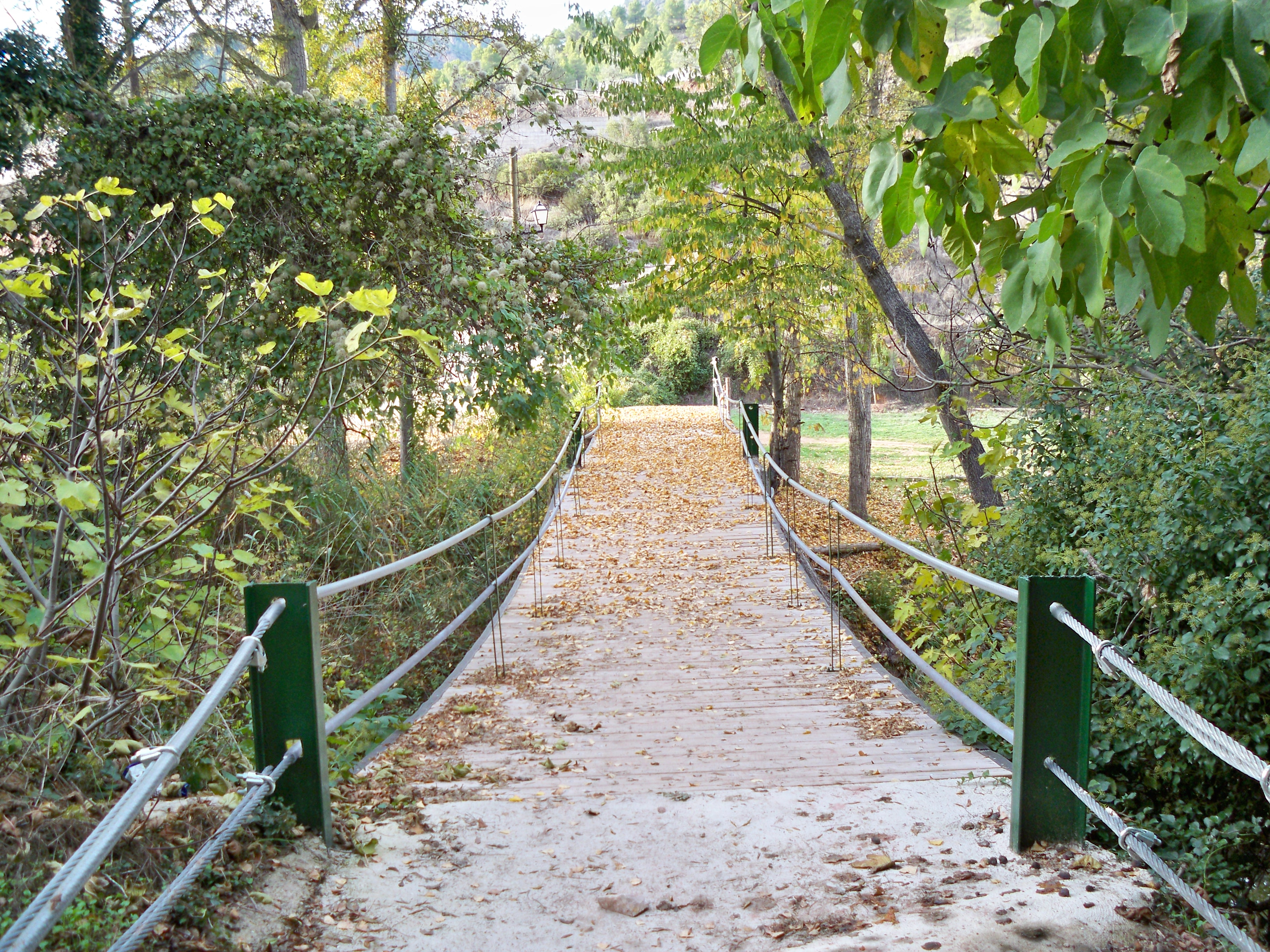
Puente de Los Alejos sobre el río Mundo.

## Historia
Fundada por la familia de un tal Alejo, del cual toma el nombre, que vivía por ese lugar y empleaba el agua del río para regar sus huertas y como fuerza motriz para sus molinos y batanes, el caserío de Los Alejos perteneció durante la mayor parte de su historia al Concejo de Alcaraz, aunque finalmente, y una vez constituido el municipio de Molinicos, se incorporó a este en 1.846.
La incorporación al municipio de Molinicos fue escalonada, pues si bien la parte sur de la localidad lo hizo el 21 de junio de 1846 tras el cumplimiento de una Real Orden del Ministerio de Gobernación, hubo que esperar hasta el 14 de octubre de 1860, para que se incorpora al término municipal la parte norte de Los Alejos (conocida como La Solana) proveniente del vecino municipio de Bogarra.
Los Alejos, junto con otras localidades del municipio de Molinicos como Las Ánimas o La Alfera, aparecía dentro del proyecto de la línea de ferrocarril entre Utiel y Baeza que fue planificada en el último tercio del siglo XIX, aunque nunca llegó a materializarse.
El trienio de 1928 a 1930 fue muy fructífero para la localidad. En enero de 1928 se procedió a la reconstrucción de los puentes varias aldeas de Molinicos, entre ellos el de Los Alejos sobre el río Mundo, para evitar el estado de aislamiento en el que se encontraban estas poblaciones. Un año más tarde, en 1929, y a propuesta de la Junta de la Enseñanza, se propuso la construcción de siete escuelas mixtas en el municipio, entre ellas una para dar servicio a los niños de Los Alejos. Además, en 1930 se construyó un camino entre la población, por la zona conocida como el Collado del Royuelo al Camino de Fuente - Carrasca al Ginete, localidad esta última perteneciente a Ayna.

## Economía e infraestructuras
La población cuenta con un centro social, que funciona también como consultorio médico, y una capilla. 
La principal actividad económica de la población ha variado sustancialmente en los últimos años. Si tradicionalmente han sido la agricultura y la ganadería los principales motores económicos de esta población, en los últimos años el sector turístico ha cobrado un auge importante, debido al exponencial aumento del turismo rural en la comarca. En Los Alejos se han implantado varias casas rurales, contando actualmente con capacidad para 40 personas en los establecimientos de la población, siendo muy demanda en épocas estivales, y sobre todo en verano por la cercanía del río Mundo.
Precisamente en el río Mundo, Los Alejos poseen uno de los 19 cotos de pesca de la provincia de Albacete. Se trata de un coto "especial", según indica la normativa pesquera de Castilla - La Mancha, de unos 6 kilómetros de longitud, y en donde se pescan especialmente truchas.

## Fiestas
Los Alejos celebran sus fiestas patronales en honor a San Antón a mediados del mes de enero, patrón de los animales, al ser una localidad con una larga tradición ganadera.
Tras la celebración de una misa en honor al patrono, se procede a recorrer las principales calles de la población en procesión con la imagen del santo. Posteriormente se organiza una gran hoguera en el centro de Los Alejos que se mantendrá a lo largo de varios días y que servirá como punto de encuentro para los habitantes de la localidad.
El punto final lo pone la verbena que tiene lugar la noche del sábado.
También viene celebrándose unas fiestas organizadas por la Asociación Cultural "La Bolea", estas se celebran el segundo fin de semana de agosto empezando ese viernes por la noche con una pequeña verbena con dj al lado del río y el sábado por la mañana se organizan juegos infantiles, después comida popular con todos los vecinos (todo esto al lado del río)por la tarde se organizan actividades como torneo de truque o petanca. Para finalizar el día se celebra otra verbena esa noche con una orquesta, hasta que el cuerpo aguante. 

## Dichos de la localidad[4]
- “Alejo, Alejo, mal estás y pero te dejo”.

- “Los Alejos es tan pequeño, que no viene ni en el mapa, pero bebiendo vino, nos conoce hasta el papa”.

## Galería de imágenes

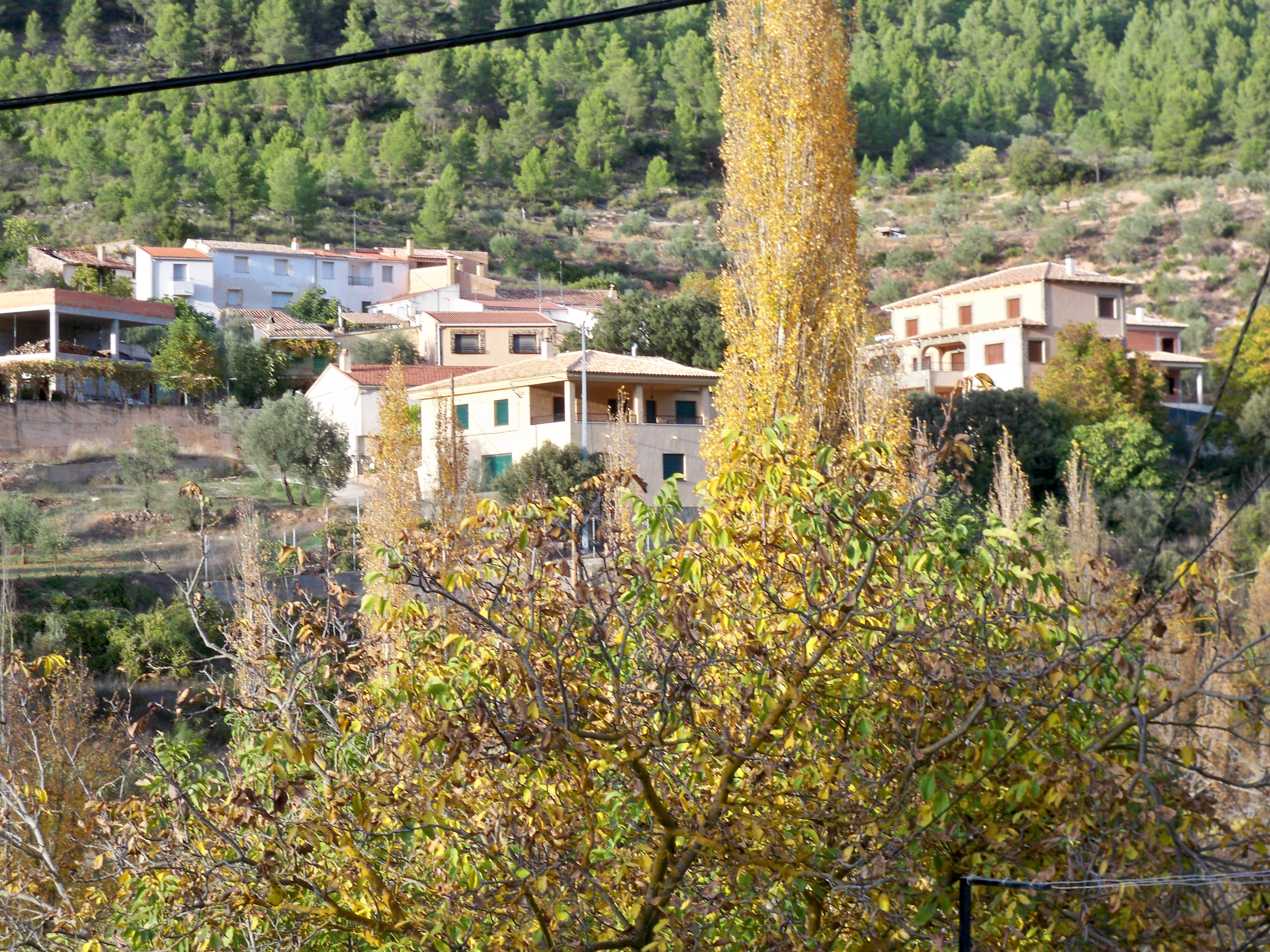
Barrio de La Solana.
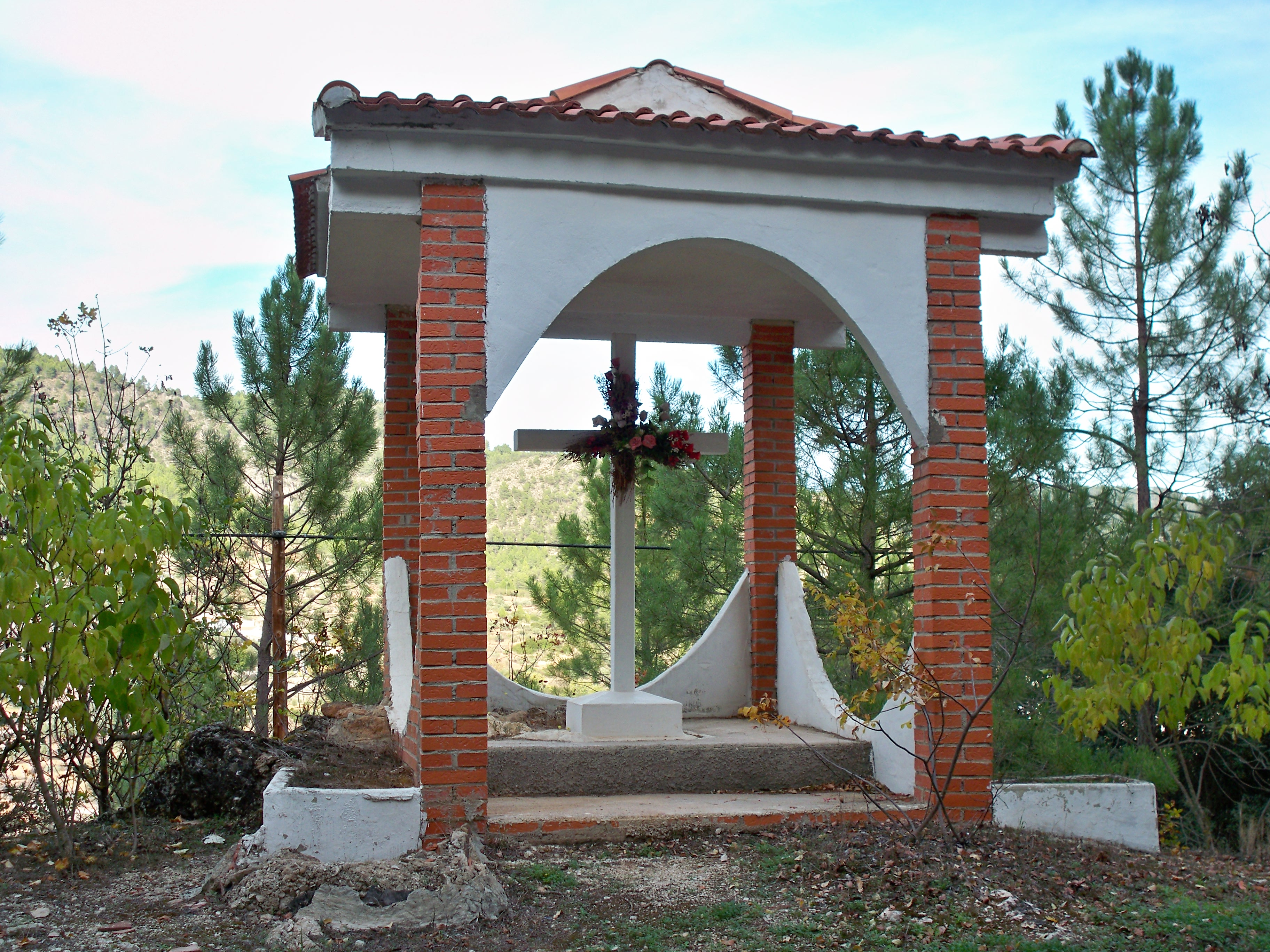
Monumento a la cruz en entrada de la localidad.
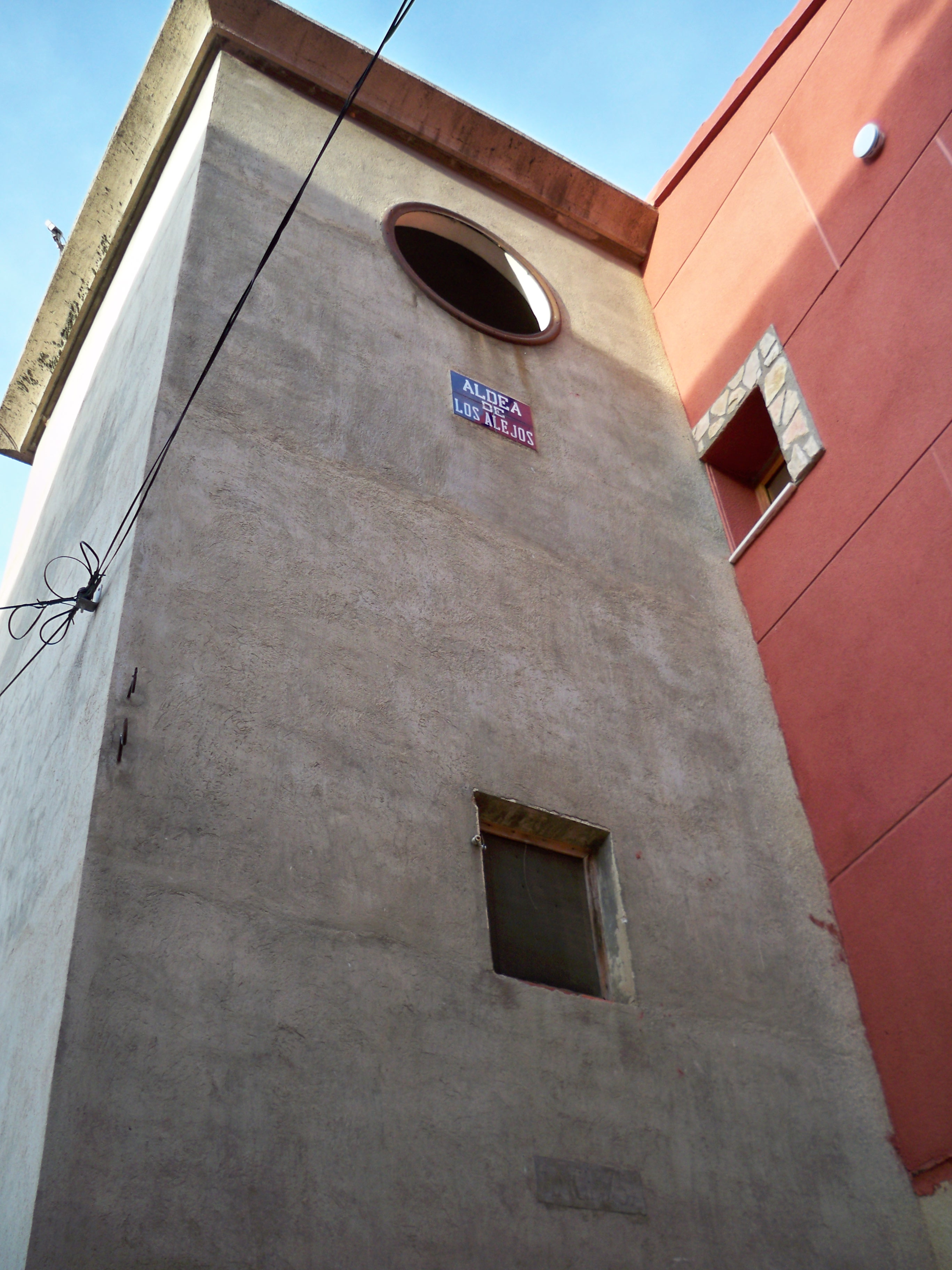
Reloj de Los Alejos.
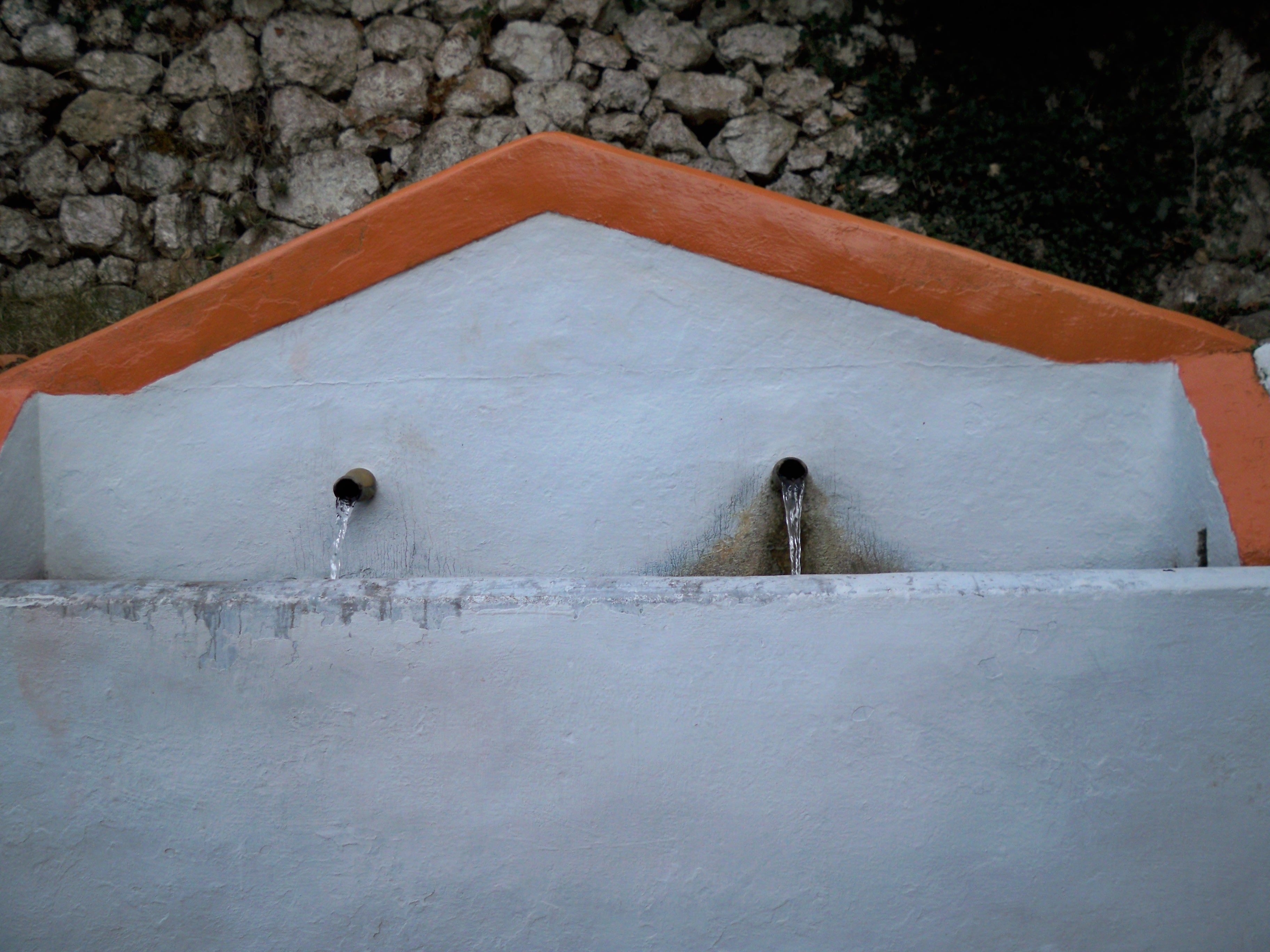
Una de las varias fuentes que riegan la población.
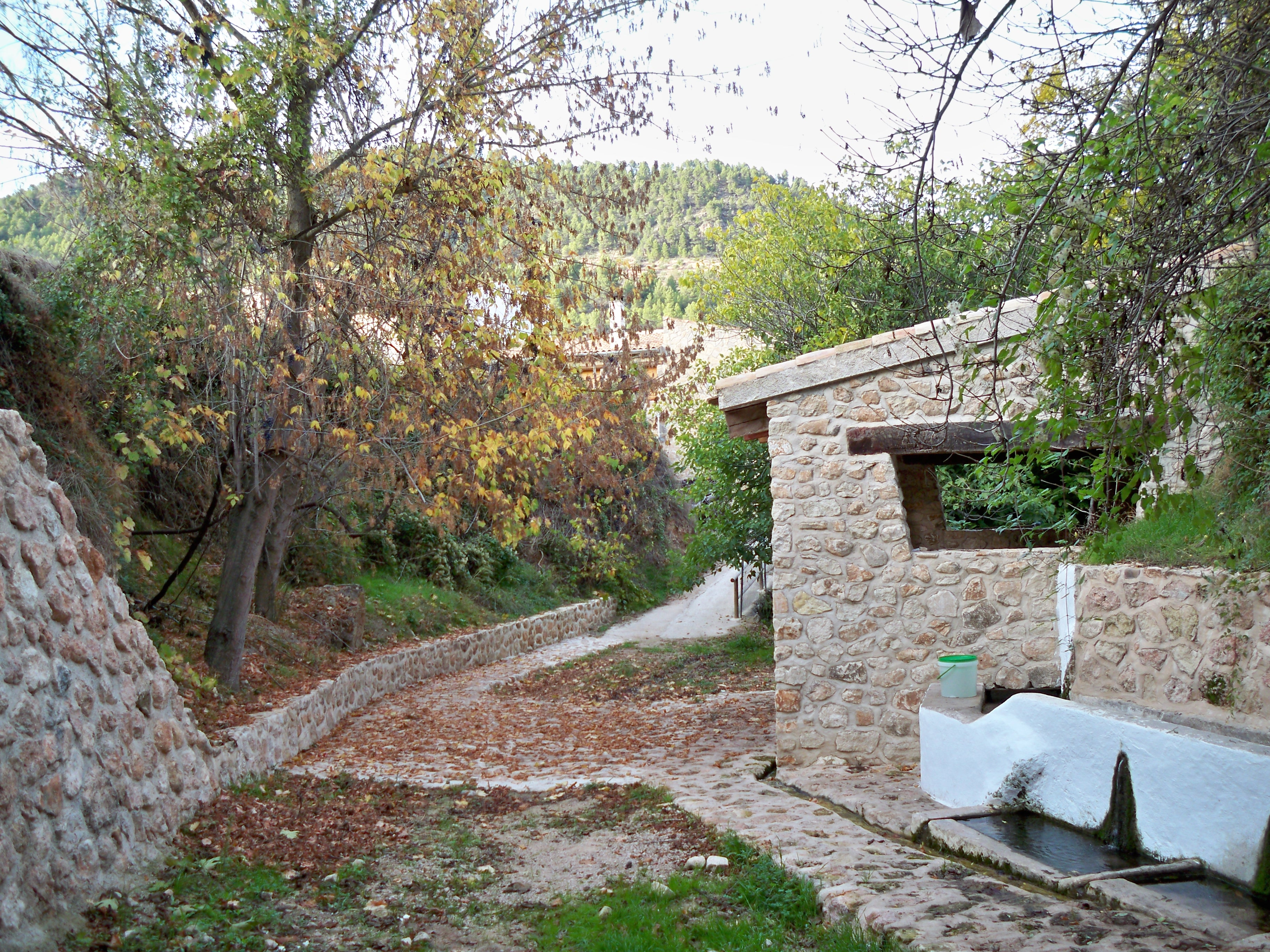
Actual lavadero de Los Alejos.